# パワー&グローリー
パワー&グローリー（Power and Glory）は、1990年代初頭にアメリカ合衆国のプロレス団体WWFで活動した、プロレスラーのハーキュリーズ（Hercules）とポール・ローマ（Paul "Romeo" Roma）によるタッグチームである。
その鋼のような肉体は共通しているものの、大型・豪力・強面のハーキュリーズ（パワー）と、小柄・俊敏・二枚目のローマ（グローリー）という、サイズ、ファイトスタイル、ルックスのすべてにおいて対照的な個性を持つ異色コンビとして活躍した。

## 来歴
1990年上期、ジム・パワーズとのヤング・スタリオンズを解散して再プッシュを受けることになったポール・ローマの新パートナーとして、当時中堅ベビーフェイスのポジションにいたハーキュリーズが起用されてコンビを結成（両者はプライベートでも親友同士だったという）。結成当初はチーム名もなく、ブラック・バート&ブルックリン・ブロウラーやバディ・ローズ&ケニー・ジョンソンなどジョバーを相手に勝利を収めたものの、タッグチームとしてのキャラクターコンセプトは与えられていなかった。
同年夏、"WWF Superstars of Wrestling" においてローマはディノ・ブラボーと対戦するも、ブラボーのセコンドのジミー・ハートが投げ入れたメガホンで殴打されて敗退。次の試合に出場するザ・ロッカーズのショーン・マイケルズとマーティ・ジャネッティがリング上でダウンしているローマを介抱したが、ローマは自身の敗因はロッカーズの干渉によるものと言いがかりをつけ、ハーキュリーズと共にマイケルズとジャネッティを挑発し小競り合いを演じた。
この一件を機に、ハーキュリーズとローマはスリックをマネージャーに迎えてヒールターンを行い、パワー&グローリーを正式なチーム名としてロッカーズとの抗争を開始。8月27日のサマースラム'90では、試合前にマイケルズを急襲し戦闘不能の状態にしてジャネッティを孤立させ、事実上のハンディキャップ・マッチに持ち込んで勝利を収めた。
11月22日のサバイバー・シリーズ'90には、同じくスリックがマネージメントしていたリック・マーテルおよびザ・ウォーロードと組んで参戦。ロッカーズ、ジェイク・ロバーツ、ジミー・スヌーカとのエリミネーション・マッチに全員が生き残り、全試合のサバイバーによるグランド・フィナーレ・マッチへの出場権を獲得。テッド・デビアスを交えたヒールのクインテットとして、ベビーフェイス陣営のサバイバーであるハルク・ホーガン、アルティメット・ウォリアー、ティト・サンタナと対戦した。
翌1991年はハート・ファウンデーションやリージョン・オブ・ドゥームとも抗争を展開。3月24日のレッスルマニアVIIではリージョン・オブ・ドゥームと対戦したが、ドゥームズデイ・デバイスによってローマが瞬殺された。同年6月には当時WWFと提携していたSWSに揃って来日している。その後はウォーロードを加えたトリオでも活動し、8月26日のサマースラム'91では、リッキー・スティムボート、ケリー・フォン・エリック、ブリティッシュ・ブルドッグのスーパーベビーフェイス・トリオとの6人タッグマッチが行われた。
しかし、当時のWWFはタッグチームの層が厚かったこともあってWWF世界タッグ王座を獲得するには至らず、1991年10月の英国遠征後にローマがWWFを離脱。ハーキュリーズはシングルプレイヤーに戻って活動を続けたが、翌1992年に彼もWWFを退団した。
WWFではタイトル戴冠を果たせなかったものの、ローマはWCWに移籍してアーン・アンダーソンやポール・オーンドーフと組んでWCW世界タッグ王座を通算3回獲得。ハーキュリーズは新日本プロレスにてスコット・ノートンとのジュラシック・パワーズでIWGPタッグ王座を奪取するなど、それぞれ実績を残している。

## 合体攻撃
パワー・プレックス（Power-Plex）
ハーキュリーズのスーパープレックスに続き、ローマがコーナーポスト最上段からダイビング・スプラッシュを放つ。